# Heinrich von Brockdorff
Heinrich von Brockdorff, auch Heinrich Ditlevsen Brockdorff (* 1. Januar 1600 in Hemmelmark bei Eckernförde; † 4. April 1671 in Aabenraa (?)) war ein deutscher Offizier und Politiker.

## Leben
Brockdorff war der Sohn des Amtmannes von Mohkirchen Detlev von Brockdorff (* 1559; † 1628) und dessen zweiter Ehefrau Margarethe von Blome (* 1573; † 1655) aus Hornstorf. Die Eltern hatten im Jahre 1600 geheiratet. Der Vater, der nachweislich zu den wichtigsten Geldgebern des Herzogs Johann Adolf zählte, war zuvor in erster Ehe verheiratet mit Ida von Rantzau († 1596), Erbin von Kletkamp. Aus dieser Beziehung stammt sein älterer Halbbruder Cay (* 1595; † 1619), der Kletkamp erbte. Der dänische Statthalter Christian Reichsgraf zu Rantzau war sein Schwager.
Zwischen 1640 und 1657 war Brockdorff Rittmeister und zuletzt Obristleutnant. Als solcher war er Kommandeur einer eigenen Kompanie. Zeitweise diente er als Obrist eines gottorfischen Regiments.
Auf seiner norddeutschen Reise kam Fürst Ludwig I. von Anhalt-Köthen im September 1642 nach Schleswig. Dort nahm er zusammen mit einer Gruppe Hofleuten Herzog Friedrich III. von Schleswig-Holstein-Gottorf und Heinrich von Brockdorff in die Fruchtbringende Gesellschaft auf. Der Fürst verlieh Brockdorff den Gesellschaftsnamen der Deckende und das Motto mit voller Blüt. Als Emblem wurde ihm die volle Climatis (Clematis viticella L.) zugedacht. Im Köthener Gesellschaftsbuch findet sich Brockdorffs Eintrag unter der Nr. 393. Ebenfalls dort zu finden ist das Reimgesetz, mit welchem Brockdorff sich für die Aufnahme bedankt:
Climatis blau und vol die gänge dicht bedeckt
Darauf gezogen nan, sie thut sich weit ausbreiten
Jch heiße Deckend drumb: ein wacker mut sich reckt
Nach allem guten hin, muß mit dem bösen streiten
Und solches decken zu: Er sich nach tugend streckt
Wil andre neben sich dahin Zugleich mit leiten:
Der deckt mit voller blüt' in seines lebens zeit
Das böse, wan er stets Zu bringen frucht bereit.
1647, nach Ende des schwedisch-dänisch-holsteinischen Krieges, dankte Brockdorff als Kommandeur der Landestruppen ab und wurde 1655 zum Amtmann von Apenrade berufen. 1655 wurde er als Kommandant von Brockdorff bezeichnet. Ob es sich um einen wirklichen Rang oder nur um eine Höflichkeitsfloskel handelt, ist strittig. Im Alter von 71 Jahren starb Heinrich von Brockdorff am 4. April 1671 wahrscheinlich in Apenrade. Im Kirchdorf Ries und Umgegend brachte Brockdorff einige Hufen an sich und richtete einen (Guts)-Hof oder ein gutsherrliches Vorwerk ein.
Er war mehrfach verheiratet, u. a. mit Auguste von Brockdorff, Mitgift Gutsbezirk Möhlhorst, Tochter der Lucie von Brockdorff geb. von Qualen, und des Marquardt von Brockdorff. Oberst Heinrich von Brockdorff hatte 19 Kinder. Nach Maximilian Gritzner bewirtschafteten Nachfahren Besitz in Dänemark.

## Trivia
Heinrich von Brockdorff ist eine Figur in dem Roman Die Herrin von Gut Roest von Ursula Raddatz.

## Genealogie
- Karl Hopf: Historisch-Genealogischer Atlas seit Christi Geburt bis auf unsere Zeit. Band (Abtheilung) 1 (Deutschland), Zweiter Band/Erste Lieferung, Verlag Friedrich Andreas Perthes, Gotha 1861, S. 71 ff. Insonders S. 73. Stammbaum